# Leon Mitkiewicz-Żołłtek

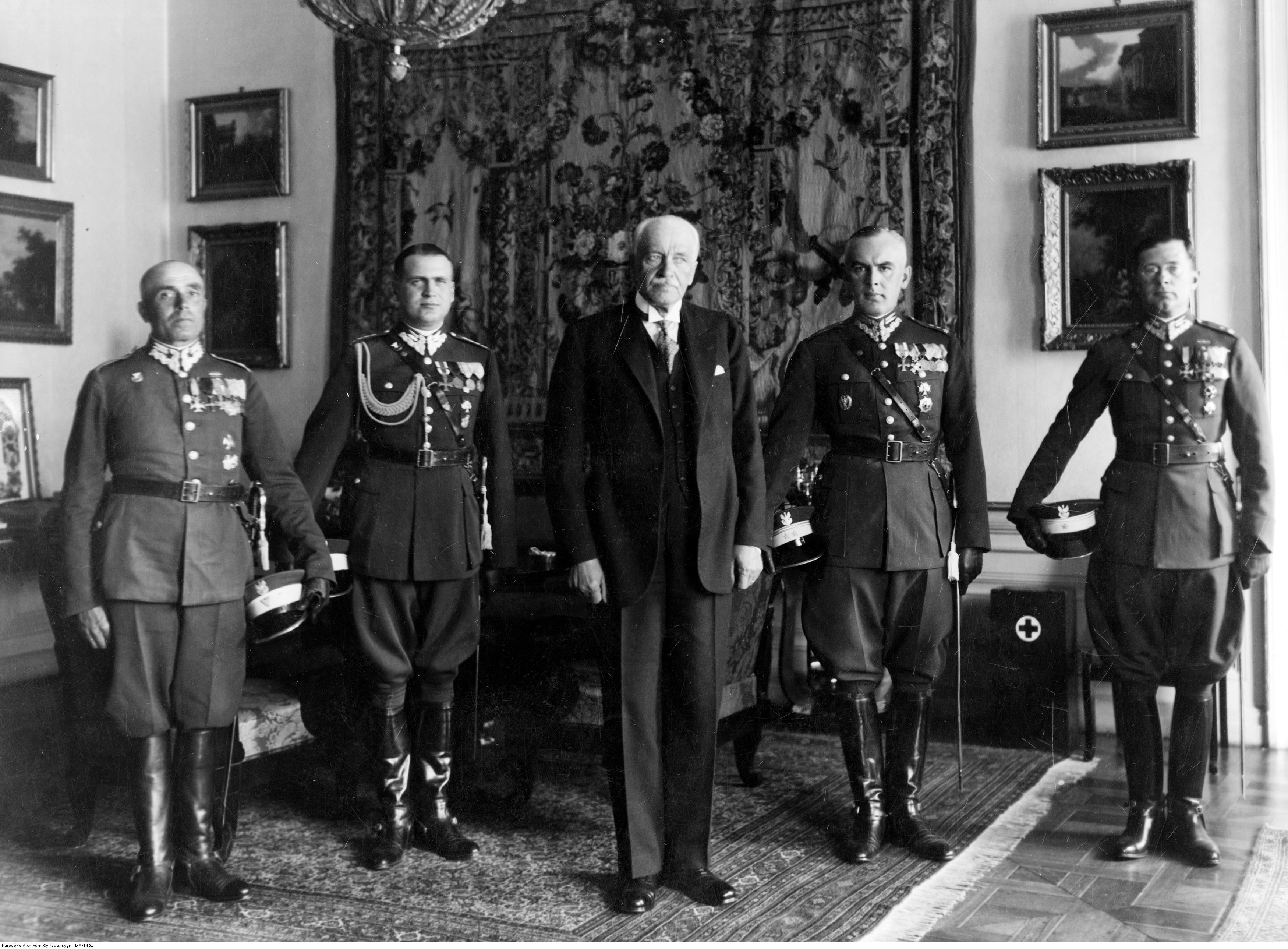
Delegacja 2 Pułku Szwoleżerów z ppłk Leonem Mitkiewiczem-Żółłtkiem (drugi z prawej) na czele na audiencji u prezydenta RP Ignacego Mościckiego.

Leon Mitkiewicz-Żółłtek (ur. 20 lutego 1896 w Zambrowie, zm. 12 grudnia 1972 w Andes) – pułkownik dyplomowany kawalerii Wojska Polskiego.

## Życiorys
Urodził się 20 lutego 1896 w Zambrowie, w rodzinie Jana Michała Żółłtek-Mitkiewicza h. Prus III i Aleksandry z Kozłowskich h. Jastrzębiec. W 1915 ukończył gimnazjum realne w Białymstoku. Podczas I wojny światowej powołany do Armii Imperium Rosyjskiego, ukończył szkołę kawalerii w Jelizawietgradzie. Pełnił służbę w 4 pułku Huzarów Mariampolskich. W listopadzie 1917 zaczął służbę w I Korpusie Polskim gen. Dowbora Muśnickiego w 2 Pułku Ułanów w Mińsku Litewskim.
W listopadzie 1918 wstąpił do Wojska Polskiego. Podczas wojny polsko-bolszewickiej był oficerem sztabu. 3 maja 1922 został zweryfikowany w stopniu rotmistrza ze starszeństwem z 1 czerwca 1919 i 183. lokatą w korpusie oficerów jazdy. W 1923 był szefem sztabu IV Brygady Jazdy w Suwałkach. Następnie pełnił służbę w Biurze Ścisłej Rady Wojennej w Warszawie na stanowisku referenta. Od 3 listopada 1924 do 15 października 1925 był słuchaczem IV Kursu Doszkolenia Wyższej Szkoły Wojennej w Warszawie. 12 kwietnia 1927 został awansowany na majora ze starszeństwem z dniem 1 stycznia 1927 i 36. lokatą w korpusie oficerów kawalerii. Po ukończeniu kursu i uzyskaniu dyplomu naukowego oficera Sztabu Generalnego został przeniesiony do Centralnej Szkoły Kawalerii w Grudziądzu, która 1 czerwca 1928 została przeformowana w Centrum Wyszkolenia Kawalerii. Następnie powrócił do Wyższej Szkoły Wojennej w Warszawie, w charakterze wykładowcy. 6 lipca 1929 roku został przeniesiony z 2 pułku Ułanów Grochowskich w Suwałkach do 7 pułku Ułanów Lubelskich w Mińsku Mazowieckim na stanowisko zastępcy dowódcy pułku. Awansowany na podpułkownika ze starszeństwem z dniem 1 stycznia 1930 roku w korpusie oficerów kawalerii. 20 września 1930 roku otrzymał przeniesienie do Wyższej Szkoły Wojennej w Warszawie. W wyniku doskonałych opinii z dniem 1 kwietnia 1932 roku został wyznaczony na stanowisko dowódcy 2 pułku Szwoleżerów Rokitniańskich w Starogardzie Gdańskim. 26 stycznia 1935 Prezydent RP nadał mu stopień pułkownika ze starszeństwem z dniem 1 stycznia 1935 i 3. lokatą w korpusie oficerów kawalerii. Razem z nim stopień pułkownika otrzymało tylko dwóch oficerów kawalerii: Witold Dzierżykraj-Morawski (lok. 1) i Edmund Heldut-Tarnasiewicz (lok. 2).
W 1936 wyznaczony na stanowisko I oficera sztabu Inspektora Armii gen. dyw. Leona Berbeckiego. Wiosną 1938 po przywróceniu stosunków dyplomatycznych z Litwą został attaché wojskowym w Kownie. W połowie października 1939 wraz z całym personelem ambasady opuszcza Litwę na znak protestu wobec układu litewsko-sowieckiego w wyniku którego sowieci przekazali Litwie część terytorium polskiego wraz z Wilnem.
Po upadku Francji został w 1940 szefem Oddziału II Sztabu Naczelnego Wodza. Następnie awansował na stanowisko zastępcy szefa Sztabu Naczelnego Wodza. 10 czerwca 1942 Naczelny Wódz, generał broni Władysław Sikorski wyznaczył go na stanowisko zastępcy dowódcy 1 Dywizji Pancernej. Obowiązki zastępcy generała brygady Stanisława Maczka objął 26 czerwca 1942. 22 stycznia Naczelny Wódz wyznaczył go polskim przedstawicielem w Połączonym Sztabie Sojuszniczym (ang. Combined Allied Staff) przy Połączonym Komitecie Szefów Sztabów (ang. Combined Chief of Staff) w Waszyngtonie w randze zastępcy szefa Sztabu Naczelnego Wodza.
Po zakończeniu wojny pozostał w USA, gdzie utrzymywał się z prowadzenia wiejskiego pensjonatu. Działał w Stowarzyszeniu Polskich Kombatantów i współpracował z Radiem Wolna Europa. Jest autorem kilku książek opisujących dzieje Wojska Polskiego a także przedstawiających wspomnienia z różnych okresów służby.
Żonaty z Grażyną Stefanią z Olechno-Huszczów, której dedykował swoje Wspomnienia kowieńskie.

## Publikacje
Książki
- „Taktyka. Wykłady w Centrum Wyszkolenia Kawalerii” t. 1,2,3 - Grudziądz 1927–1929;
- „Bitwa zimowa na Mazurach 6-12.II.1915" - Warszawa 1936;
- „Kawaleria samodzielna Rzeczypospolitej Polskiej w wojnie 1939" - Toronto 1964;
- „Z generałem Sikorskim na obczyźnie” - Instytut Literacki Paryż 1968
- „W Najwyższym Sztabie Zachodnich Aliantów 1943–1945" - Londyn 1971;
- „W Wojsku Polskim 1917–1921" - Londyn 1976
- „Wspomnienia kowieńskie 1938–1939" - Wydawnictwo Bellona - Warszawa 1990;

Artykuły
- „Powstanie Warszawskie” - „Zeszyty Historyczne” nr 1, Paryż 1962;
- „Z paryskiej 'Reginy' do londyńskiego 'Rubensa'” - „Zeszyty Historyczne” nr 3, Paryż 1963;
- „Przedwrześniowe wojsko polskie w krzywym zwierciadle” - „Zeszyty Historyczne” nr 8, Paryż 1965;
- „Legendomania p. T. Katelbacha” - „Zeszyty Historyczne” nr 9, Paryż 1966;
- „Preliminaria powstania zbrojnego AK (1)” - „Horyzonty” nr 131, Paryż 1967;
- „Preliminaria powstania zbrojnego AK (2)” - „Horyzonty” nr 132, Paryż 1967;
- „Smutne post-factum” - „Zeszyty Historyczne” nr 13, Paryż 1968;
- „Placówka „Star” - „Zeszyty Historyczne” nr 17, Paryż 1970;
- „Rozbite pułki... stracone sztandary. Ostatnie wspomnienia gen. Bortnowskiego” - „Nowy Świat” nr 19, Nowy Jork 1970;
- „Napastliwe komentarze” - „Zeszyty Historyczne” nr 19, Paryż 1971;
- „Likwidacja Polskiej Misji Wojskowej w USA w 1945 roku” - „Zeszyty Historyczne” nr 21, Paryż 1972;
- „List do Redaktora” - „Zeszyty Historyczne” nr 21, Paryż 1972;

## Ordery i odznaczenia
- Krzyż Walecznych (dwukrotnie)
- Złoty Krzyż Zasługi (10 listopada 1928)[14]
- Medal Niepodległości (9 listopada 1933)[15]
- Medal Pamiątkowy za Wojnę 1918–1921
- Medal Dziesięciolecia Odzyskanej Niepodległości
- Medal za Długoletnią Służbę - Srebrny XX (20 Lat)
- Medal za Długoletnią Służbę - Brązowy X (10 Lat)
- Medal Zwycięstwa („Médaille Interalliée”)